# Oleñka Carrasco
Oleñka Carrasco (Puerto Ordaz, 1980) es una escritora y fotógrafa venezolana radicada en París.

## Biografía
Oleñka Carrasco nació en 1980 en Puerto Ordaz, Venezuela. Vive y trabaja en París, Francia.
Estudió letras y bellas artes y se doctoró en ciencias humanas. Fue entonces cuando le ofrecieron simultáneamente una cámara estenopeica y una máquina de escribir, con la que trabajó en escritura automática y experimentó con la combinación de textos e imágenes. Lanzó sus primeros modelos, entre ellos Lettres de Paris, que presentó en 2015 al premio Luma Rencontres Dummy Book, premio dedicado a los fotolibros en el marco de los Encuentros de Arlés.
En 2022, obtuvo una tutoría en la École nationale supérieure de la Photographie.
En 2022, ganó el premio Photo Folio Review, lo que la impulsó a la selección oficial " In " de los Encuentros de Fotografía de Arles 2023. Expone Patria, tomada del libro homónimo (The Eyes Publishing, 2023). En este libro, que combina una historia "fuerte y poderoso" y la fotografía, relata el duelo por su padre y aborda las cuestiones de identidad que tuvo que afrontar durante la pandemia de Covid-19, dividida entre su exilio en Francia y su desconsolada familia en Venezuela. A través del seguimiento del duelo de su padre y del entierro remoto, se rebela ante "el colapso de su país", que denuncia al abordar su historia personal "con fuerza y modestia".

## Obra
Oleñka Carrasco es una artista multidisciplinar que mezcla fotografía, texto, dibujo y performance en sus obras. Su trabajo es íntimo, inmersivo y social.
- La latitud de los pasos : impresiones del Camino = La latitude des pas : impressions du Chemin (livro de viagem en español y francés, Ediciones Casiopea, 2018 ISBN 9788494848230).
- La nostalgia es una revuelta : las postales de Julieta Valero y Oleñka (epistolario en español, con Julieta Valero, Madrid, Tigres de Papel, 2017 ISBN 9788494652110).
- Patria (libro de artista en español, francés o inglés, The Eyes Publishing, 2023 ISBN 979-10-92727-55-5).

## Premios y reconocimientos
- Premio Luma Rencontres Dummy Book, Arlés, 2015 (por Lettres de Paris ) y 2022 (por Casa prestada para un duelo) : preseleccionada y expuesta en los Rencontres de la Photographie d'Arles 2015 y 2022.[2]
- Premio Photo Folio Review, Arles, 2022 (por Casa prestada para un duelo).[5]